# Pierre Voisin (journaliste)
Pour les articles homonymes, voir Voisin (homonymie).
Pierre Voisin, né le 30 novembre 1910 et mort le 31 août 1987, est un grand reporter français.

## Biographie
Reporter à Paris-Midi à partir de 1933, il fait la Seconde Guerre mondiale d'abord dans la 2e Division cuirassée, puis au Sénégal, au Maroc et en Corse. Il participe au débarquement en Provence d'août 1944, puis part comme volontaire en Indochine en octobre 1945.
En 1947 revenu à la vie civile, il fait des reportages  pour Le Monde et Le Figaro (Madagascar, AOF).
En 1951, il se spécialise dans l'aviation (pilote privé avion et hélicoptère) jusqu'à sa retraite en 1973.
Ses reportages l'ont amené à travers le monde : Israël, Algérie, États-Unis d'Amérique, Argentine, Malaisie, Venezuela, Caraïbes, etc.
Il a publié, en 1941, un ouvrage : Ceux des chars et a obtenu, en 1948, le prix Albert-Londres pour une série d'articles sur la Haute-Volta.